# 莱茵豪森 (布赖斯高)
莱茵豪森（德語：Rheinhausen，發音：[ʁaɪnˈhaʊzn̩]）是德国巴登-符腾堡州弗赖堡行政区埃门丁根县的市镇，面积22平方千米，2023年12月31日人口为4,373人。